# چارلز تیز راسل
چارلز تیز راسل (انگلیسی: Charles Taze Russell؛ ۱۶ فوریهٔ ۱۸۵۲ – ۳۱ اکتبر ۱۹۱۶) یا کشیش راسل یک کاهن و مبلغ مسیحی از پیتسبرگ پنسیلوانیا و بنیان‌گذار جنبش دانشجویی کتاب مقدس بود. پس از مرگ او، شاهدان یهوه و چندین گروه مستقل دانشجویان کتاب مقدس از این پایگاه توسعه یافتند.
او از جمله افرادی بود که قرائت و تفسیر متفاوت خود از کتاب مقدس را در قالب مجموعه مجلات برج دیده‌بانی منتشر می‌کرد. برآیند این فعالیت‌ها در کنار عوامل دیگر سال‌ها بعد موجبات ایجاد تشکیلات مذهبی ساختارمند و منسجم‌تری به نام شاهدان یهوه گردید.